# Abyssochrysos melanioides
Abyssochrysos melanioides là một loài ốc biển, là động vật thân mềm chân bụng sống ở biển thuộc họ Abyssochrysidae.

## Phân bố
- Philippines[3]
- Indonesia[3]

## Miêu tả

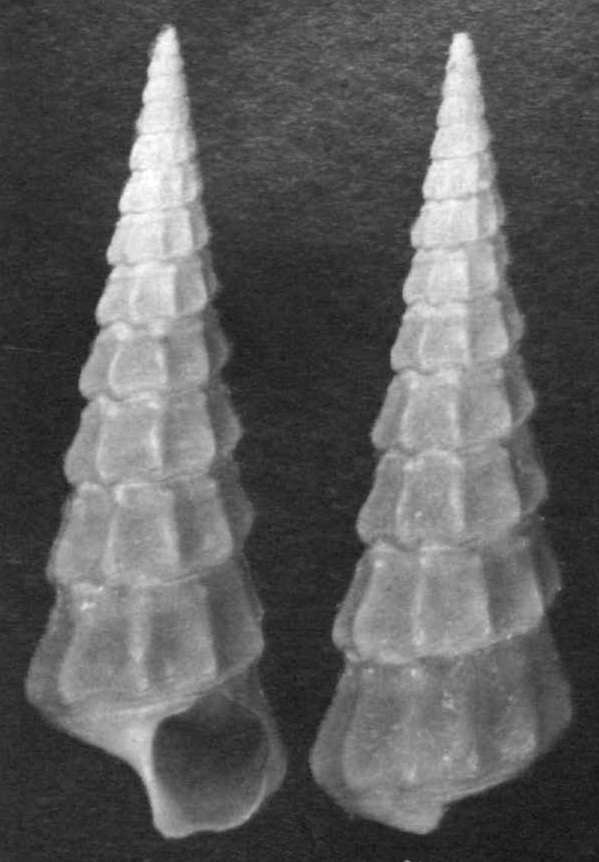
shell
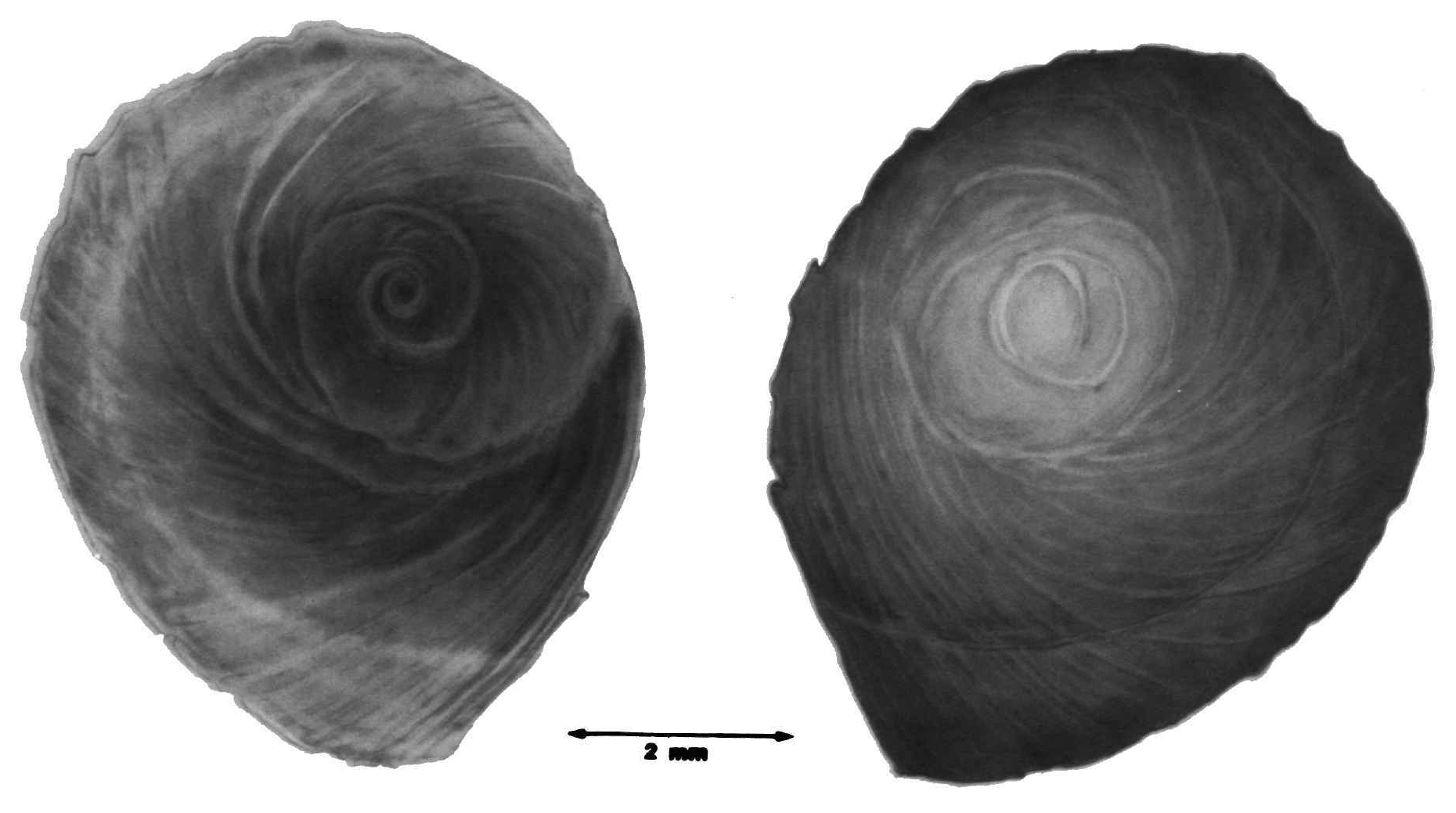
operculum
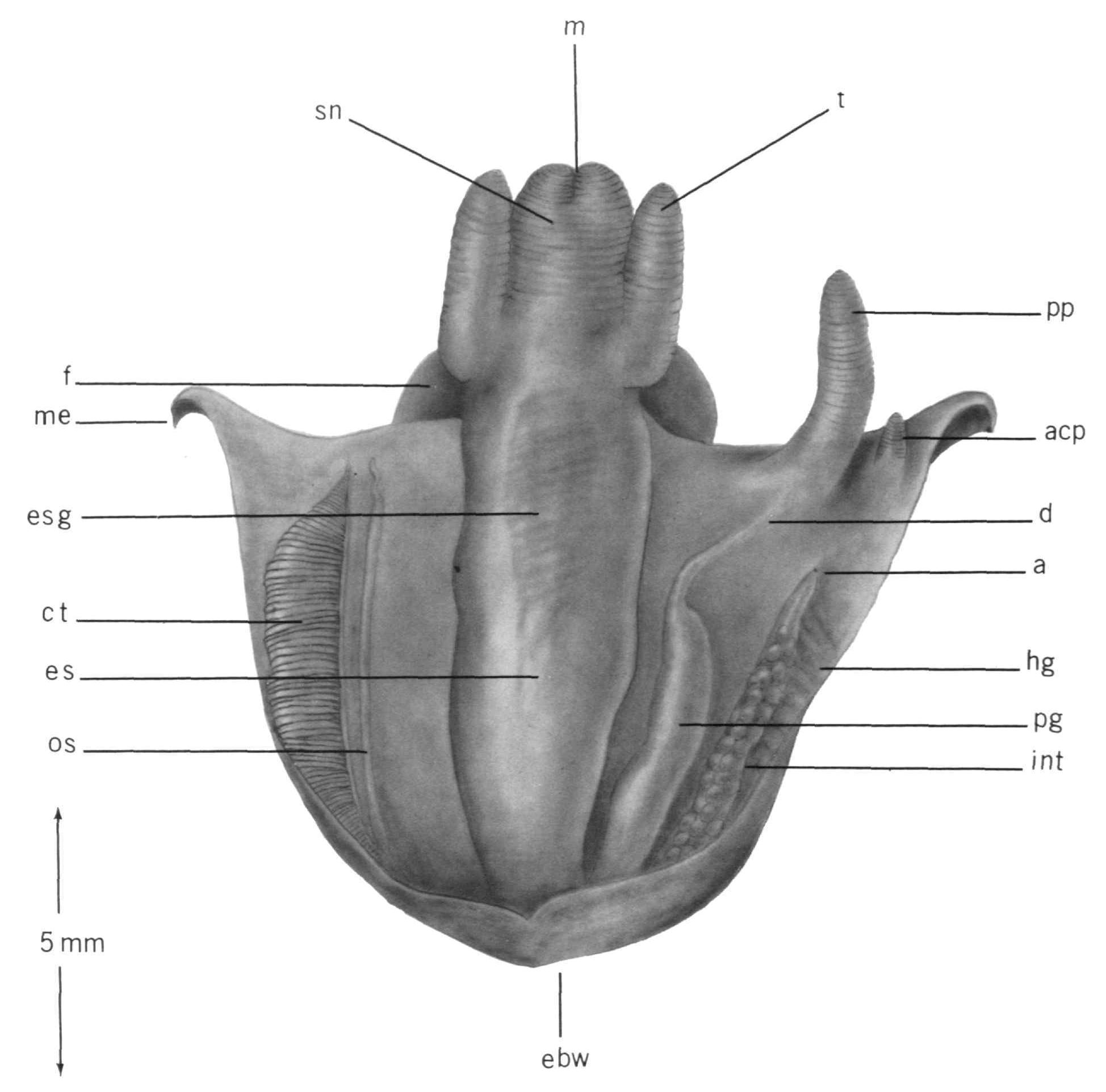
anatomy
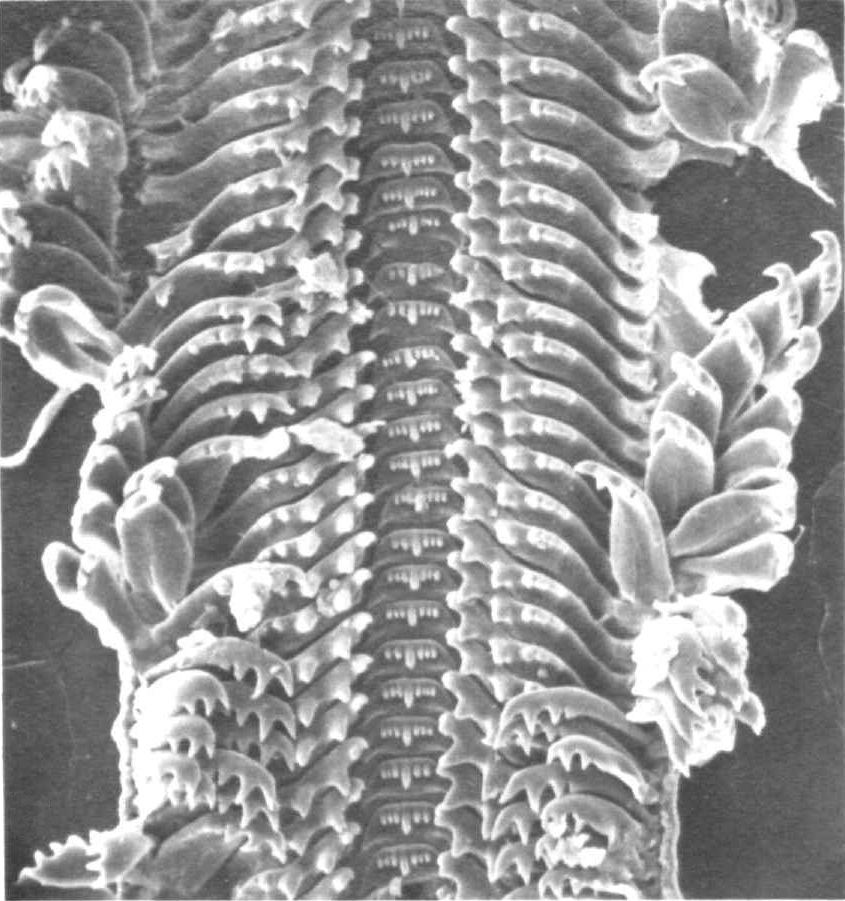
radula